# Georges (1541–1542)
Georges — один з кораблів третьої подорожі Жака Картьє до Північної Америки, що згодом вилилося у відкриття Канади.

## Історія
Вітрильник збудований у Франції в 1534 році. Використовувався в мандрівці — 1541–1542 років.